# Virbia zonata
Virbia zonata är en fjärilsart som beskrevs av Felder 1874. Virbia zonata ingår i släktet Virbia och familjen björnspinnare. Inga underarter finns listade i Catalogue of Life.